# Обсада на Прага (1757)
Обсадата на Прага е неуспешен опит на пруската армия, начело с Фридрих Велики за завладяване на австрийския град Прага по време на Седемгодишната война. Тя се провежда през май 1757 веднага след битката при Прага. Въпреки че печели битката, Фридрих губи 14 300 войници и силите му са силно изчерпани, за да превземат Прага. Вместо това Фридрих решава да обсади града, надявайки се да го принуди да се предаде, поради липса на ресурси. 40 000 австрийски войници са в капан в града, въпреки че самите те не са достатъчно силни, за да проведат открита битка. Фридрих се опитва да получи разузнаването от вътрешността на Прага чрез изпращане на престъпника Кристиан Андреас Кезебир няколко пъти в обсадения град.
Австрийската армия начело с граф фон Даун прави внезапен поход на север, заплашва доставките на Фридрих и той е принуден да прекрати обсадата и да го атакува. Фридрих е победен в битката при Колин и силата му е вече твърде слаба, за да продължи обсадата на Прага, като е принуден да се оттегли от Бохемия напълно. Обсадата на Прага бележи най-високата точка за прусаците, тъй като те никога през войната не държат толкова изгодна позиция, а остатъкът от войната се води на пруска територия. Въпреки това, прусаците предприемат още един опит за нахлуване на територията на Австрия през следващата година, която приключва с неуспешен опит за превземане на Оломоуц.